# Michał Listkiewicz

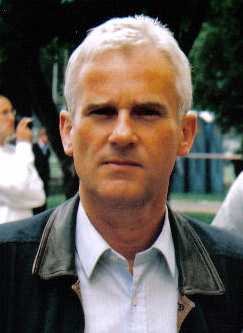
Michał Listkiewicz.

Michał Józef Listkiewicz (Varsovia, 20 de mayo de 1953) es el presidente de Asociación Polaca de Fútbol desde 1999.
Antes trabajó como árbitro y participó como tal en la Copa Mundial de Fútbol de 1990 y 1994, en la Eurocopa 1988 y también en los Juegos Olímpicos de Seúl en 1988.
- Datos: Q901524
- Multimedia: Michał Listkiewicz / Q901524